# Koen Maes
Koen V. N. Maes is een  Belgische entomoloog, die zich heeft gespecialiseerd in Pyraloidea (grasmotten en snuitmotten) van het Afrotropisch gebied.

## Publicaties
- Maes, K.V.N. 1984. Some remarks on the genus Euproctis Hübner, 1819 (Lepidoptera: Lymantriidae). - Nota lepidopterologica 7(1): 55-58.
- Maes, K.V.N. 1985. A comparative study of the abdominal tympanal organs in Pyralidae (Lepidoptera). I. Description, terminology, preparation technique - Nota lepidopterologica 8(4): 341–350.
- Maes, K.V.N. 1987. Een vergelijkende, morfologisch-systematische studie van de Pyralidae (Lepidoptera) met bijzondere aandacht voor de Pyraustinae - Thesis jan. 1987.
- Maes, K.V.N. 1987. Revisionary notes on the genus Achyra Guenée with a new synonym and the description of Achyra takowensis sp. n. (Lepidoptera: Pyralidae, Pyraustinae) (Studies on Pyralidae I) - Nota lepidopterologica 10(3): 175–182.
- Maes, K.V.N 1994. Some notes on the taxonomic status of the Pyraustinae (sensu Minet 1981 1982) and a check list of the Palaearctic Pyraustinae (Lepidoptera, Pyraloidea, Crambidae) - Bulletin & Annales de la Société royale belge d'Entomologie 130(3): 159-168.
- Maes, K.V.N. 1995. Notes on the genera Epicorsia Hübner, 1818, Deltobotys Munroe, 1964 and Paracorsia Marion, 1959 with the description of a new genus (Lepidoptera, Pyraloidea, Crambidae, Pyraustinae) - Bulletin & Annales de la Société royale belge d'Entomologie 131(1): 79–87.
- Maes, K.V.N. 1995. A comparative morphological study of the genera of the Pyraustinae from the Palaearctic region - Bulletin & Annales de la Société royale belge d'Entomologie 131 (3): 383–434.
- Maes, K.V.N. 1996. New species of Scopariinae from Cameroon (Lepidoptera, Pyraloidea, Crambidae). Lambillionea 96(2): 295–304.
- Maes, K.V.N. 1996. The Meyrick types of Scopariinae, Nymphulinae, Schoenobiinae, Pyraustinae in The Royal Museum of Central Africa, Tervuren, Belgium (Lepidoptera: Pyraloidea: Crambidae) Journal of Natural History September 1996 30(9): 1405-1411. DOI:10.1080/00222939600771301
- Maes, K.V.N. 1996. On the identity of Chalcidoptera appensalis var. aethiops Gaede, 1917 ( Lepidoptera, Pyraloidea, Crambidae) - Bulletin & Annales de la Société royale belge d'Entomologie 132 (3): 269–275.
- Maes, K.V.N. 1997. On the designation of the types of Euclasta defamatalis (Walker, 1859) and E. filigeralis Lederer, 1863 and the description of a new species (Lep., Pyraloidea, Crambidae, Pyraustinae) - Bulletin & Annales de la Société royale belge d'Entomologie 133 (1): 21-22.
- Maes, K.V.N. 1997. On the morphology of the gnathos in the Pyraloidea (Lepidoptera) - Insect Systematics & Evolution 28(4): 381-390. DOI:10.1163/187631297X00259
- Maes, K.V.N. 1997. Ethiobotys, a new genus of Pyraustinae for the Afrotropical region (Lepidoptera, Pyraloidea, Crambidae) - Bulletin & Annales de la Société royale belge d'Entomologie 133 (3): 389–402.
- Maes, K.V.N. 1997. The Taxonomy of the Lepidopteran Cereal Stemborers of Africa International Journal of Tropical Insect Science 17(01):9-12 DOI:10.1017/S1742758400022128
- Maes, K.V.N. 1997. Current status of the systematics of the Pyraloidea of the Afrotropical region - Metamorphosis 8(6): 64–68.
- Maes, K.V.N. 1998. The genus Placosaris Meyrick, 1897 in the Afrotropical region with the description of a new species (Lepidoptera, Pyraloidea, Crambidae, Pyraustinae). Lambillionea 98(1): 25-28.
- Maes, K.V.N. 1998. Revision of the genus Marwitzia Gaede, 1917 (Lepidoptera, Pyraloidea, Crambidae, Spilomelinae) - Lambillionea 98(3): 363-371.
- Maes, K.V.N. 2000. Revision of the genus Paschiodes Hampson (Lepidoptera: Pyraloidea: Crambidae: Pyraustinae) - African Entomology 8(1): 81-89 (2000).
- Maes, K.V.N. 2001. Herpetobotys, gen. n. with three new species from the Afrotropical region (Lepidoptera: Pyraloidea: Crambidae: Pyraustinae) - Belgian Journal of Entomology 3(1): 181–188.
- Maes, K.V.N. 2001. Pseudognathobotys, new genus with two new species of Pyraustinae (Lepidoptera: Pyraloidea: Crambidae) - Belgian Journal of Entomology 3(1): 195–200.
- Maes, K.V.N. 2001. Cybalobotys, gen. n. with the description of three new species (Lepidoptera: Pyraloidea: Crambidae: Pyraustinae) - Belgian Journal of Entomology 3(2): 309–316.
- Maes, K.V.N. 2002. The genus Crypsiptya in Africa with the description of a new species and a world checklist of the genus (Lepidoptera: Pyraloidea: Crambidae: Pyraustinae) - Belgian Journal of Entomology 4(1): 27–32.
- Solis M.A. & Maes, K.V.N. 2002. Preliminary phylogenetic analysis of the subfamilies of Crambidae (Pyraloidea Lepidoptera) - Belgian Journal of Entomology 4(2): 53-95.
- Maes, K.V.N. 2002. Revision of the genus Adelpherupa Hampson (Lepidoptera: Pyraloidea, Crambidae, Schoenobiinae) with the description of five new species - Journal of Natural History, 2002, 36: 1707-1724.
- Maes, K.V.N. 2003. A new Agrotera species from Principe Isl. with a checklist of the Afrotropical species (Lepidoptera: Pyraloidea, Crambidae, Spilomelinae). Lambillionea 103(4): 557–558.
- Maes, K.V.N. 2003. A world checklist of the genus Anania Hübner, 1823 with the description of a new species from Africa (Lepidoptera, Pyraloidea, Crambidae, Pyraustinae) - Bulletin de la Société entomologique de Belgique 139(1-6): 94–96.
- Maes, K.V.N. 2004. New Scopariinae from eastern and southern Africa (Lepidoptera, Pyraloidea, Crambidae) - Journal of Afrotropical Zoology 1: 57–71.
- Maes, K.V.N. 2004. Crambidae: Noordinae, Odontinae, Pyraustinae, Spilomelinae (Lepidoptera, Pyraloidea) - Esperiana Memoir 1: 221–234.
- Maes, K.V.N. 2005. Revisionary notes on the genus Algedonia with emphasis on the Afrotropical region (Lepidoptera, Pyraloidea, Pyraustinae). Journal of Afrotropical Zoology 2: 73–101.
- Maes, K.V.N. 2005. New species and a new combination in the Pyraustinae (Lepidoptera: Pyraloidea: Crambidae). Lambillionea 105: 635–642.
- Maes, K.V.N. 2006. A new species of Diathrausta Lederer, 1863 from Africa (Lepidoptera, Pyraloidea, Crambidae, Spilomelinae) - Revue suisse de zoologie 113(2): 287–290. DOI:10.5962/bhl.part.80351
- Maes, K.V.N. 2006. Thivolleo, a new genus with two new species from Africa (Lepidoptera: Pyraloidea, Crambidae, Pyraustinae) - Revue suisse de zoologie 113(4): 717–726. DOI:10.5962/bhl.part.80370
- Maes, K.V.N. 2006. Udeoides, gen. n. a new genus of Spilomelinae from Africa (Lepidoptera: Pyraloidea: Crambidae) - Belgian Journal of Entomology 8(2): 127–137.
- Maes, K.V.N. 2006. Powysia, gen. n. a new genus of Pyraustinae from Eastern Africa (Lepidoptera: Pyraloidea: Crambidae) - Belgian Journal of Entomology 8(2): 139–145.
- Maes, K.V.N. 2008. A new genus and species of Spilomelinae Glaucobotys - Butterflies and moth diversity of the Kakamega forest (Kenya), 189-190 (2008)
- Maes, K.V.N. 2009. A checklist of the Pyrausta species of Africa with description of new species (Lepidoptera, Pyraloidea, Crambidae, Pyraustinae). Journal of Afrotropical Zoology 5: 41–51.
- Maes, K.V.N. 2011. Revision of the African representatives of the genus Diasemia Hübner, 1825 (Lepidoptera, Pyraloidea, Crambidae, Spilomelinae). Journal of Afrotropical Zoology 7: 9–17.
- Maes, K.V.N. 2011. New Crambidae from the Afrotropical region (Lepidoptera, Pyraloidea, Crambidae). Lambillionea 111(3): 241–248.
- Maes, K.V.N. 2012. New Pseudonoorda Munroe, 1974 species from Africa (Pyraloidea: Crambidae: Odontiinae). Lambillionea 112(3): 226–234.
- Maes, K.V.N. 2014. New taxa of the subfamily Pyraustinae from the Afrotropical region (Pyraloidea, Crambidae, Pyraustinae) - Lambillionea 114(2): 105–112.
- Maes, K.V.N. 2014. Notes on the Crambidae of Africa with new synononyms and combinations. (Lepidoptera, Pyraloidea, Crambidae) - Lambillionea 114(2): 139–143.
- Maes, K.V.N. 2019. Description of four new species of Crambidae from the Afrotropical region (Lepidoptera: Pyraloidea: Crambidae) - Metamorphosis 30: 46–50. DOI:10.4314/met.v30i1.9
- Maes, K.V.N. 2022. Sesamia cretica (greater sugarcane borer) - CABI Compendium. DOI:10.1079/cabicompendium.49749.
- Maes, K.V.N. 2022. Chilo suppressalis (striped rice stem borer) - CABI Compendium. DOI:10.1079/cabicompendium.12855.
- Maes, K.V.N. 2022. Spodoptera litura (taro caterpillar) - CABI Compendium. DOI:10.1079/cabicompendium.44520.
- Maes, K.V.N. 2022. Studies on African Crambidae I - a new genus and species from Africa (Pyraloidea: Crambidae: Spilomelinae) - Metamorphosis 33: 64–67. DOI:10.4314/met.v33i1.7
- Maes, K.V.N. 2022. Studies on African Crambidae II: On the identity of Asopia onychinalis Guenée, 1954, its synonyms, generic placement and related species (Pyraloidea, Crambidae, Spilomelinae) - Metamorphosis 33: 85–91 DOI:10.4314/met.v33i1.11
- Maes, K.V.N. 2023. Studies on Crambidae III: New genus of Pyraustinae for the Afrotropical region. (Lepidoptera: Pyraloidea: Crambidae: Pyraustinae) - Metamorphosis 34: 113–116. DOI:10.4314/met.v34i1.10
- Maes, K.V.N. 2023. Studies on Crambidae IV. A new Stemorrhages species from Madagascar (Lepidoptera, Pyraloidea, Crambidae, Spilomelinae) - Entomologia Africana 28(1): 19-28.
- Maes, K.V.N. 2024, Studies on Crambidae V: Chalcibotys, a new genus of Spilomelinae from Africa (Lepidoptera: Pyraloidea: Crambidae: Spilomelinae) - Metamorphosis 35: 7-10. DOI:10.4314/met.v35i1.2
- Maes, K.V.N. 2024, Studies on Crambidae VI: Cristabotys gen. nov. a new genus of Spilomelinae from Africa (Lepidoptera: Pyraloidea: Crambidae: Spilomelinae) - Metamorphosis 35: 16–20 DOI:10.4314/met.v35i1.4
- Maes, K.V.N. 2025, Studies on Crambidae VII – Lingulabotys gen. nov. from Africa. (Pyraloidea, Crambidae, Spilomelinae) - Metamorphosis 36: 4–10. DOI:10.4314/met.v36i1.2

- ORCID: 0000-0003-2137-5576